# Joe Bossano
Joseph John Bossano (nascut el 10 de juny de 1939) és un polític de Gibraltar, i l'exlíder del Partido Socialista Laborista de Gibraltar (GSLP). Va ser Ministre en Cap de Gibraltar del 25 de març de 1988 al 17 de maig de 1996. Va servir com el líder de l'oposició al Parlament de Gibraltar des de la seva fundació el 1978 fins a abril de 2011. El 20 d'abril de 2011, es va retirar com a líder del GSLP, substituït per Fabian Picardo.
Va ser nomenat ministre d'empreses, formació i ocupació el 2011.

## Joventut
El seu pare era d'ascendència portuguesa, i la de la seva mare maltesa. La seva família va ser evacuada del territori durant la Segona Guerra Mundial, de manera que va seguir les vicissituds de la major part de la població gibraltarenya: primer al Marroc francès (Casablanca), després a Londres i després al nord d'Anglaterra. Als vuit anys va tornar a Gibraltar, juntament amb la major part de la població civil.
Va cursar els seus estudis universitaris al Regne Unit: Ciències econòmiques a la London School of Economics, i Sociologia a la Universitat de Birmingham. El 1972 va tornar a Gibraltar, orientant cap a l'activitat política i sindical. Va començar la seva carrera política en el «Partit de la Integració amb el Regne Unit» (IWBP, Integration with Britain Party), pel qual va ser elegit membre de l'Assemblea de Gibraltar el 1972. Va deixar el IWBP el 1975 per formar el «Moviment Democràtic de Gibraltar» (GDM, Gibraltar Democratic Movement), el qual es va transformar més tard en l'actual GSLP (1980).
Alhora, Bossano va desenvolupar activitats sindicals, centrant-se a aconseguir millores socials per les classes treballadores. El 1978 va aconseguir resoldre una reivindicació històrica del sindicalisme gibraltareny: els salaris dels gibraltarenys van ser equiparats amb els dels treballadors procedents de la metròpoli.

## Govern de Gibraltar
La seva postura inflexible contra cap acord amb Espanya que afectés a la sobirania del territori (amb l'eslògan «Ni una esperança a Espanya», Give Spain No Hope) va causar considerables frecs amb els governs espanyol i britànic. Les tesis de Bossano són favorables a l'autodeterminació del territori i al dret de vet a qualsevol acord entre Espanya i el Regne Unit. Per exemple, va mantenir el bloqueig de l'acord hispà-britànic de 1987 per permetre un control conjunt de l'aeroport de Gibraltar entre els dos països. No obstant això, com a ministre principal, va mantenir bones relacions amb polítics municipals espanyols.
Durant els seus dos mandats, Bossano va conduir la transformació econòmica del territori, conseqüència de la decadència de les fonts d'ocupació tradicionals (fonamentalment el Ministeri de Defensa del Regne Unit, a través de la base i les drassanes militars), cap a un significatiu sector privat, basat en seva condició de centre financer offshore i en l'explotació del turisme.
Bossano s'ha casat dues vegades. Es va separar de la seva primera esposa, amb qui va tenir quatre fills, a principis dels anys vuitanta. El 1982, va conèixer a Rose Mary Roman, infermera d'un hospital psiquiàtric i companya de sindicat, amb qui es va casar el 1988.